# 49-та панцергренадерська бригада СС
49-та панцергренадерська бригада СС (нім. 49. SS-Panzergrenadier-Brigade) — німецьке військове формування, панцергренадерська бригада у складі військ Ваффен-СС, що брала участь у бойових діях на Західному фронті під час Другої світової війни.

## Історія
Наприкінці 1943 року німці почали готуватися до висадки союзників у Європі. У лютому 1944 року в ході підготовки до висадки Ваффен-СС створили три звідні бойові групи, які отримали номери 1, 2 і 3. Групи були створені з різних навчально-запасних частин, розташованих в Німеччині.
1-ша бойова група СС складалася з двох піхотних батальйонів, артилерійського дивізіону і двох рот — саперної і транспортної.
11 червня 1944 року група була відправлена в Данію, де через сім днів була перейменована в 49-ту панцергренадерську бригаду СС. Бригада несла охоронну службу в південно-східній частині Данії. В цей час до її складу було введено особовий склад 50-ї панцергренадерської бригади СС. З чинів розформованої бригади був створений третій батальйон 49-ї бригади і поповнений артилерійський дивізіон. На початку серпня бригада отримала наказ відбути до Франції. З метою дезінформації противника бригада була перейменована в 26-ту танкову дивізію СС. Бригада висадилася у Франції на північному заході від Кале. В кінці серпня бригада брала участь в оборонних боях на Сені. До 31 серпня всі три батальйони бригади були майже знищені, і 2 вересня їх залишки були передані до складу 17-ї панцергренадерської дивізії СС «Гьотц фон Берліхінген».

## Командири
- Штурмбаннфюрер СС Маркус Фаульхабер (червень — серпень 1944)

## Склад
- Три панцергренадерських батальйони СС
- 49-й артилерійський дивізіон СС
- Зенітна батарея
- Саперна рота
- Транспортна рота